# Angel (chanson de Madonna)
Pour les articles homonymes, voir Angel.
Singles de Madonna
Crazy for You
(1985) Into the Groove
(1985)
Pistes de Like a Virgin
Material Girl
(1) Like a Virgin
(3)
Angel est une chanson de l'artiste américaine Madonna pour son second album Like a Virgin. Le single sort le 10 avril 1985 sous le label Sire Records comme troisième single de l'album. Écrite par Stephen Bray et Madonna, elle est l'un des premières chansons développées pour le projet et, selon Madonna, s'inspire de l'histoire d'une fille qui est protégée par un ange, et tombe amoureuse de lui. Angel sort en 45 tours avec Into The Groove elle-même dans les classements. Un clip vidéo est initialement prévu pour la sortie du single mais est finalement annulé. Au lieu de cela, une vidéo promotionnelle comprenant d'anciens clips est diffusé au Royaume-Uni.
Musicalement, Angel comprend un hook ascendant de trois accords, lesquels servent pour les couplets et le refrain. Elle a une harmonie vocale au-dessous du refrain et les paroles réproduisent l'image angélique du sauveur de Madonna. Les critiques donnent des avis mitigés sur la chanson, dont une partie pense qu'il s'agit d'un classique tandis que l'autre trouve qu'elle n'est pas la meilleure parmi les autres singles de la chanteuse. Angel devient le cinquième top 5 consécutifs dans le Billboard Hot 100 et atteint la tête du classement Dance. Elle est aussi présente dans d'autres classements internationaux tels qu'en Australie où elle atteint la première place ou encore au Canada, Irlande, Japon, Nouvelle-Zélande et Royaume-Uni. Madonna interprète une seule fois ce titre, lors de sa première tournée The Virgin Tour en 1985.

## Genèse
Angel est une chanson écrite par Madonna et Stephen Bray et sa sortie internationale est prévue pour le 10 avril 1985. Madonna expliquer à Bray qu'elle voudrait un album plus imposant, plus orienté vers la pop, d'où le fait que la chanson devrait la refléter. Une des premières chansons qu'ils ont développées est Angel. Madonna affirme que la chanson s'inspire de l'histoire d'une fille qui est « en dépression sur quelque chose. Un ange apparaît et guérit son âme, en la faisant tomber follement amoureuse de lui. [...] C'est quelque chose que je ressentais lorsque j'étais jeune. J'ai pensé que cela ferait une histoire intéressante si j'écris cette expérience comme chanson pour mon album ». La chanson est enregistrée dès avril 1984, mais l'ensemble du projet est tenu à distance, au grand étonnement de Madonna, à cause des fortes ventes de son premier album, qui a déjà été vendu plus d'un million d'exemplaires aux États-Unis. Elle décide de sortir Angel comme premier single de l'album, mais change d'avis, après que l'enregistrement de Like a Virgin soit terminé. Angel sort finalement en troisième position et inclut la chanson Into The Groove, du film Recherche Susan désespérément, en face B du Maxi 45 tours. Madonna prévoit initialement un clip vidéo pour Angel, mais décide plus tard d'y renoncer, car au même moment, il y a déjà cinq clips vidéo qui sont diffusés en boucle sur les chaînes musicales. De ce fait, Warner Bros. et Madonna pensent qu'ajouter un clip de plus satureraient ces chaînes, et ne serait peut-être pas en sa faveur. À la place, une vidéo promotionnelle, contenant des scènes des clips de Burning Up, Borderline, Lucky Star, Like a Virgin, Material Girl est réalisé par Warner Bros. Records et est diffusée au Royaume-Uni. Elle est incluse dans la compilation promotionnelle It's That Girl et She's Breathless,.

## Composition
Angel commence avec un rire et un écho. La chanson comprend un hook ascendant d'une séquence de trois accords, lesquels servent aux couplets et au refrain. Cela consiste en un rythme constant en croches tout au long de la chanson, faisant un son similaire aux pistes du groupe Machine. Des harmonies vocales sont aussi ajoutées dans le fond du refrain. La chanson ressemble à la structure du Pìobaireachd, et le rire est à nouveau entendu lorsque la chanson commence son fondu. Madonna chante dans un registre grave au début, puis évolue vers l'aigu dans les paroles « I can see it in your eyes ». Ces paroles sont reprises de la chanson Death Disco du groupe britannique Public Image Limited. Selon la partition publiée par Musicnotes.com, par Alfred Music Publishing, la chanson se place dans une signature rythmique commune, avec un tempo modéré de 120 pulsations par minute. Elle est composée dans une tonalité de Mi Mineur ainsi que la voix de Madonna située entre do3 et si4. La chanson a une séquence de base de ré m7, mi m7, fa, ré m7, mi m7 et fa comme progression d'accords. Les paroles reproduisent en continu l'image angélique du sauveur de Madonna.

## Accueil

### Critiques de la presse
Pour Rikky Rooksby, auteur de Madonna: the complete guide to her music, Angel est une chanson « moins bonne que la somme même de ses parties ». Santiago Fouz-Hernández et Freya Jarman-Ivens, auteurs de Madonna's drowned worlds: new approaches to her cultural transformations, affirment que « le synthétiseur pizzicato qui ouvre Angel est du Madonna dans le texte ». John Leland, de Spin, voit en cette chanson une simple reprise du précédent single de la chanteuse, Lucky Star, avec « une mélodie et une force encore plus lamentables. [...] Angel est du Nile Rodgers dans ses œuvres : un produit médiocre qui rapporte », alors que Stephen Thomas Erlewine de AllMusic qualifie Angel d'« excellent titre dance-pop calibré ». Sal Cinquemani de Slant Magazine trouve la chanson mielleuse. Dave Karger, dans sa critique de l'album pour Entertainment Weekly en 1995, pense que la chanson se révèle quelque peu répétitive et immature. Pour Alfred Soto de Stylus Magazine, « Angel est particulièrement marquante, certainement l'apogée du talent de Rodgers post-Chic. [...] Mieux que les deux gros singles, elle trace les limites de la platitude déterminée de Madonna, un geste qui trouble les Philistins actuels et rend bien plus difficile l'estimation de ses capacités musicales que ce ne fut le cas pour Cyndi Lauper, rejetée par les critiques comme la véritable imposteur ». Nancy Erlich de Billboard qualifie la chanson de « techno-pop romantique et consensuelle [...] [Madonna] reste la reine des médias pour l'année '85 ».

### Performance dans les classements
Après sa sortie, Angel débute dans le Billboard Hot 100 à la 48e place dans la semaine du 27 avril 1985, tandis que le single précédent single Crazy for You est à la seconde place. Après dix semaines, Angel atteint la cinquième place du classement. La chanson permet à Madonna d'être avec Olivia Newton-John, l'artiste féminine ayant le plus de top 5 dans le Hot 100 de tous les temps. Elle se positionne à la 75e place du classement de l'année. Angel entre dans le Hot Adult Contemporary Chart dans la semaine du 11 mai 1985 puis arrive à la cinquième place et entre aussi à la quarantième position du Hot Dance Music/Club Play le 1er juin 1985 et atteint la première place après trois semaines,. Elle est aussi classée dans plusieurs classements Billboard comme le Hot Dance Singles Sales et le Hot Black Singles où elle atteint la 71e position. Le 6 juin 1985, Angel et Into The Groove sont certifiées disque d'or par le Recording Industry Association of America (RIAA) pour la vente d'un million d'exemplaires aux États-Unis (la condition requise pour être disque d'or avant 1989),. Il est le premier Maxi 45 tours à être certifié disque d'or depuis 1981 avec Double Dutch Bus de Frankie Smith. La chanson termine 81e du classement de l'année 1985 et Madonna est la première artiste pop.
Au Canada, la chanson débute dans le classement RPM le 4 mai 1985. Après huit semaines, elle atteint la cinquième position du classement. Angel reste présente pendant vingt-cinq semaines et se situe à la 56e position du classement de fin d'année,. Au Royaume-Uni, le titre sort avec Burning Up en face B et débute à la dixième place dans le UK Singles Chart le 9 septembre 1985. Elle atteint la cinquième place la semaine suivante et est présente douze semaines dans le classement. Elle est certifiée disque de platine par le British Phonographic Industry (BPI) pour la vente de 200 000 exemplaires à travers le pays. Selon l'Official Charts Company, la chanson s'est vendue à 205 000 exemplaires au Royaume-Uni. En Australie est dans le classement comme single combiné avec Into The Groove et décroche la première place du Kent Music Report. Il est le second single le plus vendu en 1985. Angel entre dans le top 20 dans plusieurs plays comme la Belgique, l'Irlande, le Japon, la Nouvelle-Zélande, les Pays-Bas, la Suisse et l'Eurochart Hot 100 Singles,,,,. En Allemagne, elle atteint la 31e place du classement national mais n'a jamais été classée ni en France ni en Italie,,.

## Interprétations scéniques
Madonna interprète Angel lors de sa première tournée The Virgin Tour en 1985 en cinquième position de la programmation. Elle porte des leggings en dentelle et ses fameuses croix sur une oreille et autour de son cou. Au moment où elle termine de chanter Everybody, les lumières commencent à s'éteindre progressivement et l'introduction commence. Des lumières rotatives illuminent la scène. Madonna apparaît assise en haut des escaliers et descend graduellement. Durant le pont intermédiaire, ses danseurs et elle bougent énergiquement sur scène et des ballons blancs tombent sur eux. Madonna continue à chanter quand les lumières s'obscurcissent à nouveau. Elle finit la performance et disparaît dans les coulisses pour changer de costume. Angel n'apparaît pas dans la vidéo Live: The Virgin Tour.

## Versions
| - Single 33 tours États-Unis / Australie , 1. Angel – 3:40 2. Angel (Dance Mix Edit) – 4:56 - Single 45 tours États-Unis / Australie , 1. Angel (Extended Dance Remix) – 6:15 2. Into the Groove – 4:43 | - Single 33 tours Royaume-Uni / Europe , 1. Angel – 3:40 2. Burning Up (Alternate Version) – 4:48 - Single 45 tours Royaume-Uni / Europe , 1. Angel (Extended Dance Remix) – 6:15 2. Burning Up (Alternate Version) – 4:48 |

## Crédits
- Madonna : auteur, interprète
- Stephen Bray : auteur
- Nile Rodgers : producteur, guitares
- Jimmy Bralower : percussions
- Rob Sabino : synthétiseurs
- Curtis King : chœurs
- Frank Simms : chœurs
- George Simms : chœurs

Source

## Classements, certifications et successions à la première place

### Classements
| Pays             | Classement |
| ---------------- | ---------- |
| Allemagne        | 31         |
| Australie        | 1          |
| Belgique         | 18         |
| Canada           | 5          |
| Espagne          | 2          |
| Europe           | 15         |
| Irlande          | 3          |
| Japon            | 5          |
| Nouvelle-Zélande | 2          |
| Pays-Bas         | 46         |
| Royaume-Uni      | 5          |
| Suisse           | 17         |
| États-Unis       | 5          |

| Pays       | Classement |
| ---------- | ---------- |
| Australie  | 2          |
| Canada     | 56         |
| États-Unis | 81         |

| Pays        | Certification |
| ----------- | ------------- |
| Royaume-Uni | Platine       |
| États-Unis  | Or            |

## Compléments